# Osredek (Šentjur, Slovenija)
Osredek je naselje u slovenskoj Općini Šentjuru. Osredek se nalazi u pokrajini Štajerskoj i statističkoj regiji Savinjskoj. 

## Stanovništvo
Prema popisu stanovništva iz 2002. godine naselje je imalo 77 stanovnika.